# Casarrubios del Monte
Casarrubios del Monte ist ein Ort und eine zentralspanische Gemeinde (municipio) mit 7.098 Einwohnern (Stand: 2024) in der Provinz Toledo im Norden der Autonomen Gemeinschaft Kastilien-La Mancha. 

## Lage und Klima
Der Ort Casarrubios del Monte liegt etwa 50 km (Fahrtstrecke) südwestlich von Madrid bzw. knapp 50 km nördlich von Toledo in der historischen Provinz La Mancha in einer Höhe von ca. 615 m. Das Klima im Winter ist rau, im Sommer dagegen trocken und warm; der spärliche Regen (ca. 435 mm/Jahr) fällt überwiegend in den Wintermonaten.

## Bevölkerungsentwicklung
| Jahr      | 1857 | 1900 | 1950 | 2000 | 2019 |
| Einwohner | 1694 | 1769 | 2167 | 2942 | 5995 |

Trotz der zunehmenden Mechanisierung der Landwirtschaft und der Aufgabe bäuerlicher Kleinbetriebe ist die Bevölkerung – hauptsächlich durch Zuwanderung – seit den 1950er Jahren deutlich angestiegen.

## Wirtschaft
Das Umland von Casarrubios del Monte war und ist im Wesentlichen landwirtschaftlich geprägt; die Stadt selbst diente als handwerkliches und merkantiles Zentrum für die umliegenden Dörfer.

## Geschichte
Nach der Rückeroberung (reconquista) Toledos im Jahr 1085 durch Alfons VI. kam das Gebiet um Casarrubios zu Segovia und wurde von Christen aus dem Norden und dem Süden der Iberischen Halbinsel wiederbesiedelt (repoblación). Im 14. und 15. Jahrhundert wechselten verschiedene Grundherren einander ab, bis der Ort im ausgehenden 16. Jahrhundert weitgehend unabhängig wurde und seine eigene Gerichtsbarkeit erhielt. Im Jahr 1599 schuf Philipp III. eine Grafschaft (condado), deren Titel später an die Herzöge von Alba kam.

## Sehenswürdigkeiten

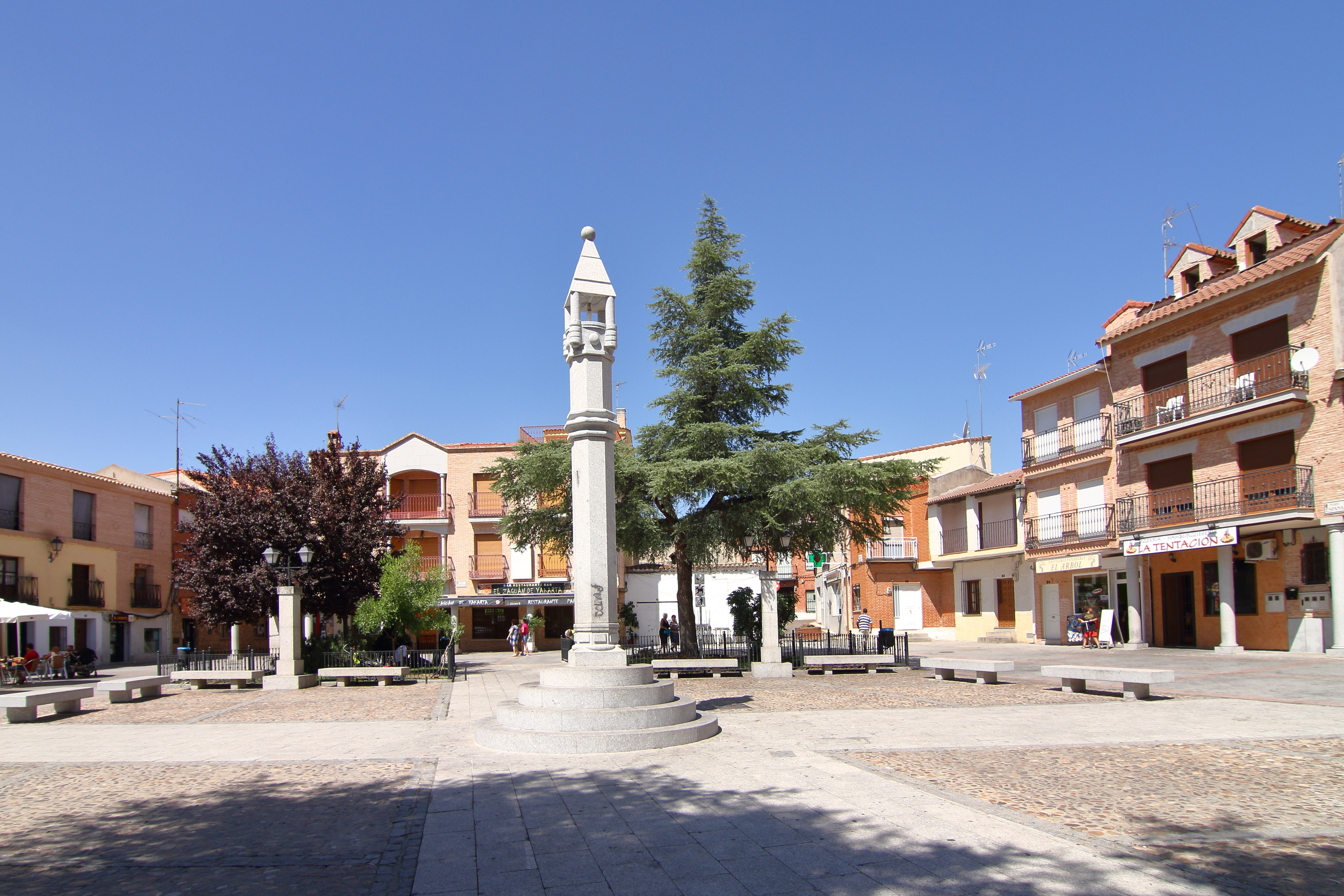
Casarrubios del Monte – Ortszentrum

- Die im Mudéjar-Stil aus Ziegelsteinen errichtete Burg (castillo) wurde erst im 15. Jahrhundert erbaut. Markant sind die polygonalen Ecktürme und das von einem Alfiz gerahmte Portal.
- Von der im 14. Jahrhundert erbauten Iglesia de San Andrés steht nur noch der Glockenturm (campanario).
- Die im Herrera-Stil erbaute Parroquia de la Natividad de Nuestra Señora stammt aus der Mitte des 16. Jahrhunderts; die Bauarbeiten  wurden jedoch erst im 17. Jahrhundert abgeschlossen. Das Innere der Kirche beherbergt mehrere sehenswerte Gemälde.
- Die Gerichtssäule (rollo oder picota) stammt ursprünglich aus dem 16. Jahrhundert; das heutige Exemplar ist jedoch eine Neuschöpfung des 20. Jahrhunderts.